# Нейтън Фолоуил
Айвън Нейтън Фолоуил (на английски: Ivan Nathan Followill, роден на 26 юни 1979), също познат като Натан Фолоуил, е барабанистът на спечелилата награда Грами американска музикална група Кингс ъф Лиън. Той е брат на певеца Кейлъб, бас китариста Джаред и братовчед на китариста Матю.

## Личен живот
Натан е роден в семейството на Бети Ан и Айвън Лиън Фолоуил – пътуващ из юга евангелист. Нейтън израства, свирейки на барабани в църквата.
Сгоден е за американската певица и писателка на песни Джеси Бейлин, с която живеят заедно в Нашвил.